# Nikon FM2
Nikon FM2 — малоформатный однообъективный зеркальный фотоаппарат с полуавтоматическим управлением экспозицией, выпускавшийся в Японии корпорацией Nippon Kogaku K. K. (сейчас — Nikon) на протяжении почти 20 лет. Системная камера, оснащённая полным набором профессиональных принадлежностей. Дальнейшее развитие модели Nikon FM, созданной в рамках «компактного» семейства наряду с  FE, FE2, FA. После прекращения в 1987 году выпуска более продвинутых моделей линейки, оставался в производстве благодаря высокой надёжности и способности работать без элементов питания в сложных условиях.

## Историческая справка
Как и остальные камеры, входившие в серию «компактных зеркалок» Nikon, эта модель основана на ламельном затворе с вертикальным ходом металлических шторок. В отличие от предшественника — Nikon FM — FM2 обладал более скоростным затвором, с выдержкой синхронизации 1/200 секунды и рекордной минимальной выдержкой в 1/4000. Это достигнуто за счёт использования титановых ламелей с сотовой структурой, впервые применённой корпорацией в этой модели. В 1984 году вышла усовершенствованная версия, оснащённая затвором от новейшей модели FE2 со временем прохождения экспонирующей щели 3,3 миллисекунды и синхронизацией на выдержке 1/250. Она получила неофициальное название FM2n (или «New FM2») и выпускалась вместо ранней версии до конца производства камеры. Торговое название модели и маркировка, как спереди на самой камере, так  и на упаковке и в инструкции, остались неизменными. Отличить ранний Nikon FM2 от более позднего можно только по диску выдержек и префиксу «N» в серийном номере. Ранняя версия имела дополнительную выдержку «X200» для съёмки с электронной вспышкой и красное обозначение выдержки в 1/125 секунды. На камерах FM2n дополнительная выдержка отсутствует, а красным обозначена выдержка синхронизации 1/250.
В своей линейке, среди оснащённых электронной автоматикой камер, FM2 уже в начале 1980-х выглядел анахронизмом, но спрос на него был постоянным, поскольку такой надёжностью при отличных характеристиках обладали только дорогостоящие профессиональные модели. Выпускавшаяся в это же время профессиональная модель Nikon F3 обладала затвором устаревшей конструкции. Горизонтальное движение шторок из титановой фольги обеспечивало выдержку синхронизации всего в 1/80 секунды, не позволяя пользоваться заполняющей вспышкой при дневном свете, тогда как для FM2 это было возможно даже при ярком солнце.
Однако, главным достоинством модели Nikon FM2, предопределившим её популярность, в том числе у профессиональных фотожурналистов, был полностью механический затвор, способный полноценно работать без элементов питания с отработкой всех выдержек. Уровень надёжности камеры позволял гарантировать 100 тысяч циклов безотказного срабатывания затвора, что вдвое превышало этот показатель для камер такого же класса. Кроме того, конструкция затвора не предусматривала смазки большинства подвижных соединений, что наряду с полной независимостью от электропитания, делало камеру морозоустойчивой. В сочетании с профессиональной оснащённостью и отличными техническими характеристиками, это ставило фотоаппарат в разряд профессиональных, несмотря на заявляемое производителем любительское предназначение. По сути, FM2 стал бюджетной заменой профессиональной модели F2, которую фотографы ценили за энергонезависимость и механическое совершенство. 
За всё время производства выпущено несколько версий камеры, в том числе «титановая» FM2/T, с деталями корпуса из титана: такой «чести» до сих пор удостаивались только профессиональные модели Nikon. В 2001 году на основе камеры FM2 выпущена модель FM3A с автоматическим режимом приоритета диафрагмы и TTL-автоматикой вспышки. Для этого был использован гибридный затвор, способный как на автоматическую бесступенчатую отработку всех выдержек с электронным управлением, так и на полноценную работу без электропитания.

## Описание
Как и все остальные камеры «компактной» линейки, Nikon FM2 обладает следующими ключевыми особенностями:
- Несъёмная пентапризма, отображающая 93% площади кадра;
- Встроенный сопряжённый TTL-экспонометр, обеспечивающий центровзвешенный замер при полностью открытой диафрагме (англ. Full Aperture Metering);

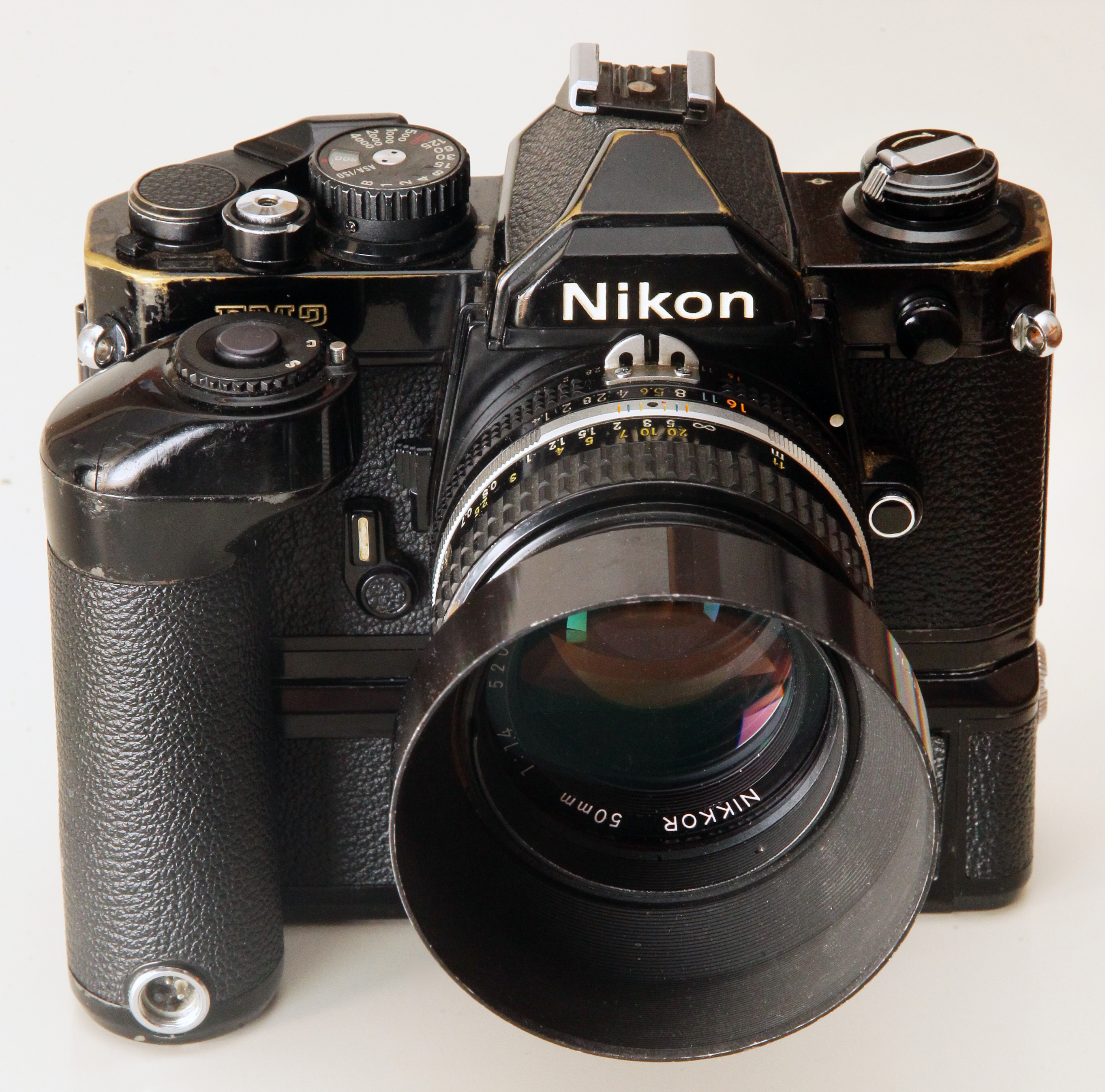
Nikon FM2 с объективом Nikkor 1,4/50 и приставным электроприводом MD12

- Сменные фокусировочные экраны[3]. В отличие от профессиональных экранов, представляющих собой стеклянную плоско-выпуклую коллективную линзу в металлической рамке, плоская линза Френеля «компактного» семейства изготовлена из акрилата и не имеет оправы;
- Система ADR (англ. Aperture Direct Readout) оптического отображения установленной диафрагмы в поле зрения видоискателя;
- Репетир диафрагмы[1];
- Механический автоспуск, осуществляющий подъём зеркала в начале работы;
- Механизм многократной экспозиции;
- Возможность использования приставного электропривода. Для всей линейки выпускался мотор MD-12 с частотой съёмки 3,2 кадра в секунду, не поддерживающий обратную перемотку[1][9];
- Сменная задняя крышка;

В отличие от профессиональных моделей, оснащаемых функцией предварительного подъёма зеркала, «компактная» серия не имела аналогичного механизма, частично ограничивая совместимость со старыми объективами Nikkor с коротким задним отрезком, таких как Nikkor 21/4,0 и первых объективов типа «рыбий глаз». Однако, вибрации можно уменьшить, используя автоспуск, который поднимает зеркало в начале своего рабочего хода. Ещё одним отличием от профессиональных моделей стал «горячий башмак» стандарта ISO:518, позволяющий использовать любые фотовспышки, в том числе сторонних производителей.
Механизмы фотоаппарата собраны в корпусе из лёгкого медно-силуминового сплава, обладающего высокой прочностью. Взвод затвора и перемещение плёнки осуществляются курком или приставным электроприводом. Перевод курка из стартового положения в стандартное блокирует спусковую кнопку, поджатие которой включает экспонометр. Цифры, обозначающие знаменатель выдержки, проецируются с прозрачного диска, механически соединённого с барабаном установки, и, благодаря системе ADR оба экспозиционных параметра видимы в поле зрения видоискателя. Байонет стандарта F допускает использование всех объективов Nikkor, за исключением тех, которые выпущены до 1977 года, и не поддерживают спецификацию AI. Кроме того, совместимы аналогичные объективы сторонних производителей, в том числе украинского завода «Арсенал».
Системные вспышки Nikon Speedlight SB-16B и SB-15 через единственный дополнительный контакт «горячего башмака» передают сигнал готовности на светодиод видоискателя. Экспонометрии TTL для вспышек камера не предусматривает, что в последние годы выпуска стало её существенным недостатком.
Правильная экспопара устанавливается вручную (полуавтоматически) по свечению трёх светодиодов в видоискателе. Экспонометр является единственным потребителем электроэнергии в камере и питается от двух щелочных миниатюрных батареек LR44. Задняя крышка с большим прижимным столиком съёмная, и вместо неё могут устанавливаться датирующие крышки MF-12 или MF-16. Кроме родных принадлежностей для этой камеры доступны аксессуары от многих независимых производителей, например, Soligor выпускал вайндеры специально для FM2.
Основные отличия от предшествующей модели FM кроме затвора, заключаются в использовании безынерционных кремниевых фотодиодов в экспонометре, наличии дополнительного контакта горячего башмака, и некоторых изменениях механизмов. Например, блокировка спусковой кнопки осуществляется курком, а не поворотом муфты. Значительно усовершенствован механизм мультиэкспозиции.

## Модификации
Все модификации выпускались в двух вариантах: чёрном и «хромированном». В первом варианте все детали корпуса окрашивались чёрной краской, а во втором верхний и нижний щитки, а также корпус байонета имели серебристое покрытие. Чёрная версия стоила незначительно дороже. Самой дорогой модификацией был Nikon FM2/T, выпускавшийся с 1993 до 1997 года. Неокрашенный титан, из которого изготавливались верхняя, нижняя и задняя крышки, повышал прочность камеры. Для норвежской полиции по специальному заказу выпускалась полуформатная версия Nikon FM2 с размером кадра 18×24 миллиметра.
Для внутреннего японского рынка была выпущена ограниченная партия Nikon FM2 LAPITA, предназначенная подписчикам ежемесячного японского журнала Lapita Magazine. Вместо вставок из чёрного кожзаменителя на корпус наклеивалась коричневая кожа, а традиционная гравировка «FM2» спереди верхнего щитка заменена буквами «LAPITA».